# 亞當·杜瓦爾
亞當·林恩·杜瓦爾（英語：Adam Lynn Duvall，1988年9月4日—），為美國職棒大聯盟的一壘手，目前為自由球員。他先前曾效力於巨人、紅人、勇士、馬林魚與紅襪等隊。他於2014年登上大聯盟，並在2016年入選明星賽。

## 職業生涯

### 舊金山巨人
2014年6月25日，杜瓦爾登上大聯盟。他在大聯盟初登場就擊出全壘打，苦主還是他未來的隊友Mike Leake。後來因為布蘭登·貝爾特從傷兵名單回歸，杜瓦爾因此回到3A。9月28日，他首次以代打身分開轟。該年他出賽28場比賽，打擊率為1成92，並敲出3轟與5分打點。這年巨人隊在季後賽一路過關斬將，並順利拿下冠軍，但是杜瓦爾並未在季後賽亮相。隔年他從3A開季，並一直待到7月。

### 辛辛那提紅人
2015年7月30日，巨人隊將杜瓦爾和Keury Mella交易到紅人，換來Mike Leake。8月30日，杜瓦爾接替受傷的Brennan Boesch上場。他在紅人隊的首打席便敲出全壘打，該年他的打擊率為2成19，並敲出5轟與9分打點。
2016年，杜瓦爾入選開幕戰先發名單。6月分他的長打率為聯盟第一，也讓他順利入選明星賽。這年他還參加了全壘打大賽，後來在四強賽上輸給了衛冕冠軍陶德·弗雷澤。該年他出賽150場比賽，打擊率為2成41，並敲出33轟與103分打點。
2017年4月18日，杜瓦爾敲出生涯首發滿貫砲。7月14日，他敲出生涯首支再見安打。整年他的打擊率為2成49並敲出31轟與99分打點。2018年5月9日，他敲出生涯首發再見全壘打。

### 亞特蘭大勇士
2018年7月31日，紅人隊將杜瓦爾交易到勇士隊，換來Lucas Sims、Matt Wisler和Preston Tucker。不過杜瓦爾在下半季表現不佳，打擊率僅1成32。該年他的總計打擊率為1成95，並敲出15轟與61分打點。隔年他只出賽41場比賽，打擊率為2成67，並敲出10轟與19分打點。
2020年，杜瓦爾和馬歇爾·歐祖納成為史上第一對連續3場比賽開轟的隊友組合。9月9日，他面對馬林魚分別敲出2分砲、3分砲和滿貫砲，成為第一位單季兩度單場三響砲的選手。該年他的打擊率為2成37，並敲出16轟與33分打點。球季結束後，他未獲得球隊續約，成為自由球員。

### 邁阿密馬林魚
2021年2月9日，杜瓦爾與馬林魚簽下1年200萬美元的合約。

### 重返亞特蘭大
2021年7月30日，馬林魚將杜瓦爾交易到勇士，換來Alex Jackson。9月24日，因為勇士隊進行補賽，意外讓杜瓦爾在同天的兩場比賽都有出賽紀錄。該年他的打擊率為2成28，113分打點為國聯最高。這年他的飛球比為52.69%，也是大聯盟最高。

## 個人生活
2012年，杜瓦爾罹患第一型糖尿病。後來他在2017年結婚，目前育有1子。

## 外部連結
- 球員資訊和成績在MLB ，ESPN ，Retrosheet ，Baseball Reference ，Baseball Reference (Minors) ，Fangraphs ，The Baseball Cube （英文）